# Eddie Vedder
Eddie Vedder (* 23. prosince 1964; rodné jméno Edward Louis Severson III) je americký grungeový zpěvák a písničkář. Nejvíce se proslavil jako hlavní zpěvák a jeden ze tří kytaristů skupiny Pearl Jam. Často je zmiňován jako ikona alternativního rocku a hudebního stylu grunge. Hudební časopis Rolling Stone ho ve svém žebříčku sta nejlepších kapelních zpěváků všech dob umístil na sedmou příčku. Eddie Vedder také napsal písničky k několika filmům a jako host si zazpíval na albech jiných interpretů. V roce 2007 vydal svoje první sólové album — soundtrack k filmu Into the Wild. Jeho další deska Ukulele Songs a DVD z živého vystoupení pojmenované Water on the Road vyšly v roce 2011.
V dubnu 2017 byl jako člen kapely Pearl Jam slavnostně uveden do Rokenrolové síně slávy (Rock and roll Hall of Fame).

## Mládí
Eddie Vedder se narodil jako Edward Louis Severson III ve městě Evanston na předměstí Chicaga ve státě Illinois jako syn Karen Lee Vedderové a Edwarda Louise Seversona, Jr. Když mu byl jeden rok, jeho rodiče se rozvedli. Vedderova matka se ovšem brzy znovu vdala za právníka Petera Muellera a Eddie tak vyrůstal v přesvědčení, že Mueller je jeho biologickým otcem. Dokonce i jeho jméno se změnilo na Edward Mueller. Když ještě žili ve městě Evanston, starala se rodina i o sedm mladších dětí, kteří s nimi bydleli ve společné domácnosti.
V polovině sedmdesátých let se rodina včetně třech Vedderových nevlastních bratrů přestěhovala do San Diega v Kalifornii. Ve dvanácti dostal Eddie od matky první kytaru, které se začal soustavně věnovat. Ale nejen jí, přitahovalo ho i surfování. Jak sám říká: „Když bylo patnáct nebo šestnáct, cítil jsem se tak osamocený. Jedinou společnost jsem tehdy našel v hudbě.“ Vedderova matka a Mueller se rozvedli, když bylo Eddiemu patnáct let. Matka a ostatní sourozenci se odstěhovali zpět do předměstí Chicaga, ale aby Eddie mohl zůstat na škole, zůstal se svým nevlastním otcem v Kalifornii.
Krátce po rozvodu se Eddie sešel se svým stýcem Scottem, který mu řekl, že Mueller není jeho biologickým otcem. Se svým skutečným otcem se Eddie potkal jako dítě, ale tehdy si myslel, že Severson je pouze starý rodinný přítel (text písně „Alive“ je inspirován touto životní situací). V době, kdy se Eddie dozvěděl pravdu, umřel Severson na roztroušenou sklerózu. V té době byl Eddie v posledním ročníku střední školy a rozhodl se bydlet sám. Na bydlení si vydělával tak, že vzal noční směny v lékárně. Práce a škola se ovšem nedaly zvládnout dohromady. Dopadlo to tak, že Eddie nedokončil poslední ročník školy a přestěhoval se ke své rodině zpátky do Chicaga. V této době si také změnil příjmení na Vedder, což bylo příjmení jeho matky za svobodna.
Začátkem osmdesátých let pracoval Eddie Vedder jako číšník a dokončoval si střední školu. V roce 1984 se spolu se svou přítelkyní přestěhoval zpátky do San Diega v Kalifornii. Pracoval tehdy, kde se dalo, třeba i jako hotelová ochranka. Během toho pobytu v San Diegu byl Eddie členem několika tamních kapel. Jedna z nich se jmenovala Indian Style a na bicí tu hrál bubeník Brad Wilk — později člen kapely Rage Against the Machine a ještě později Audioslave. V roce 1988 byl Vedder členem funkové skupiny Bad Radio, která sice ze začátku hrála ve stylu Duran Duran, později ji ale velmi ovlivnili Red Hot Chili Peppers.

## Temple of the Dog
Po odchodu z kapely Bad Radio byl Eddie Vedder nějakou dobu bez kapely a zbytek roku 1990 pracoval na noční benzínce. Členové hudební scény jižní Kalifornie se vzájemně znali a znali se i Vedder a Jack Irons, bývalý bubeník Red Hot Chili Peppers, kteří spolu navíc občas hráli basketbal. Koncem roku 1990 dostal Vedder od Ironse demo nahrávku skupiny ze Seattlu, která právě hledala zpěváka. Vedder si nahrávku poslechl a ke třem věcem napsal texty, které potom dohromady označil za „mini-operu“. Vypráví se v nich příběh mladého muže, který — stejně jako tehdy Vedder — žije ve lži a neví, že jeho rodiče jsou nevlastní a že ti skuteční jsou už mrtví. Z mladíka se stane sériový vrah a nakonec je zatčen a odsouzen na doživotí. Vedder tedy nahrál zpěvy a poslal kazetu zpět do Seattlu. Z těchto třech písní se později staly písničky Pearl Jam: „Alive“, „Once“ a „Footsteps“.
Nahrávku si poslechli členové právě zaniklé kapely Mother Love Bone Stone Gossard a Jeff Ament. Vedderův zpěv se jim zamlouval, a tak ho pozvali do Seattlu na zkoušku s nově vznikající kapelou. Všichni byli zvukem kapely velmi příjemně překvapeni. Tou dobou hráli Gossard a Ament současně v kapele Temple of the Dog, kterou založil zpěvák Soundgarden Chris Cornell. Temple of the Dog měla být pocta frontmanovi Mother Love Bone Andrew Woodovi, který se předávkoval heroinem — a to mu bylo pouhých 24 let. V Temple of the Dog ještě hrál bubeník Soundgarden Matt Cameron a nově příchozí Mike McCready. Z této doby pochází písnička „Hunger Strike“ — duet Cornella a Veddera. Cornell o Vedderovi později dokonce prohlásil, že: „aniž by věděl, jak si to představuju zazpíval Eddie svojí polovinu přesně tak, jak jsem to chtěl. Řídil se prostě jen svým instinktem.“ Vedder si zazpíval ještě v dalších písních. Eponymní deska Temple of the Dog vyšla v dubnu 1991 u labelu A&M Records.

## Pearl Jam

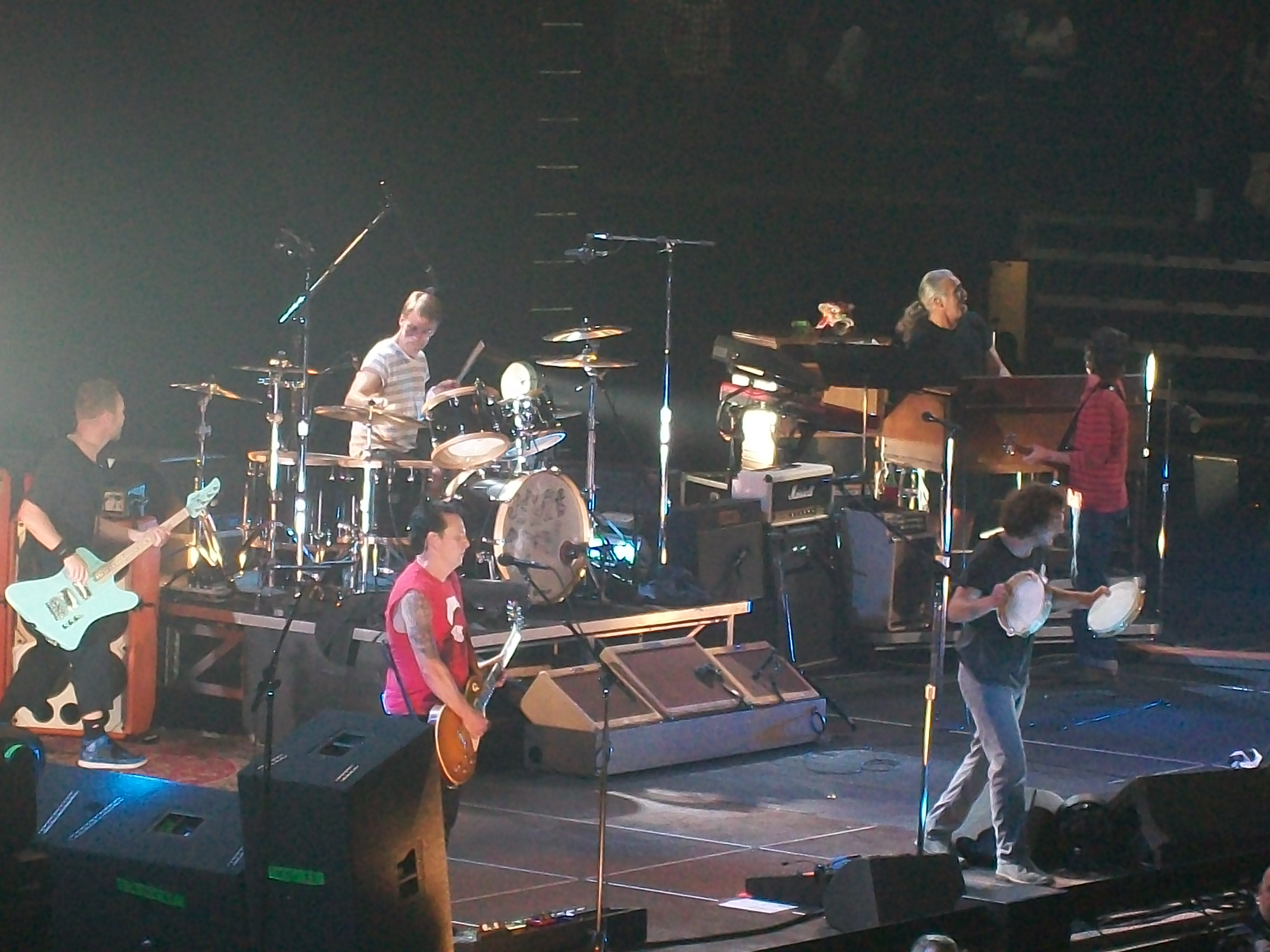
Pearl Jam v roce 2011

Skupinu Pearl Jam založili v roce 1990 Ament, Gossard a McCready, kteří si k sobě stáhli ještě Veddera a postupně hráli se třemi různými bubeníky. Skupina si nejdřív dala název Mookie Blaylock, ale po podpisu smlouvy s Epic Records v roce 1991 ho musela změnit.
Debutová deska Ten vynesla kapelu mezi mainstream a stala nejprodávanějším albem alternativního rocku devadesátých let. Skupina tak velmi rychle získávala na popularitě a strhla pozornost médií na seattleskou hudební scénu, známou též pod názvem grunge. Pilotní singl „Jeremy“ byl v roce 1993 nominovaný na cenu Grammy v kategoriích Nejlepší rocková píseň a Nejlepší hardrocková nahrávka. Hudební televizní kanál MTV vyhlásil klip k písničce „Jeremy“ jako hudební video roku. Redaktoři hudebního časopisu Rolling Stone ve svém žebříčku 500 nejlepších alb všech dob umístili Ten na 207. příčku. V žebříčku sta nejlepších rockových písní devadesátých let, který sestavil hudební televizní kanál VH1 je „Jeremy“ na jedenáctém místě.
V říjnu 1993 se fotka Eddieho Veddera objevila na obálce prestižního časopisu Time. Článek se zabýval rostoucí popularitou grungeového hnutí. Vedder odmítl s časopisem spolupracovat a jeho fotka na titulní stránce Time ho rozhodně nepotěšila.
V té době se Pearl Jam hodně věnovali nejen koncertování, ale také psaní nových písniček. Druhá studiová deska Vs. vyšla v roce 1993 a stala se nejrychleji se prodávající deskou roku 1993 a celých pět týdnů vydržela na špičce amerického albového žebříčku. I deska Vs. byla nominovaná na Grammy v kategorii Nejlepší rocková deska.
Pod tlakem komerčního úspěchu, jehož velká část dopadala na Veddera, se skupina rozhodla přibrzdit propagační kampaně ke svým deskám a také odmítla točit videoklipy. Jak se Vedder svěřil časopisu Melody Maker, důvodem takového rozhodnutí bylo, že si „spousta lidí začala myslet, že můžeš změnit nebo dokonce zachránit jejich život. Tyhle nemožný očekávání tě pak postupně začnou drtit.“ V roce 1994 začal také médii značně propíraný bojkot společnosti Ticketmaster, který trval celé tři roky a značně omezil možnosti skupiny uspořádat turné po Spojených státech.

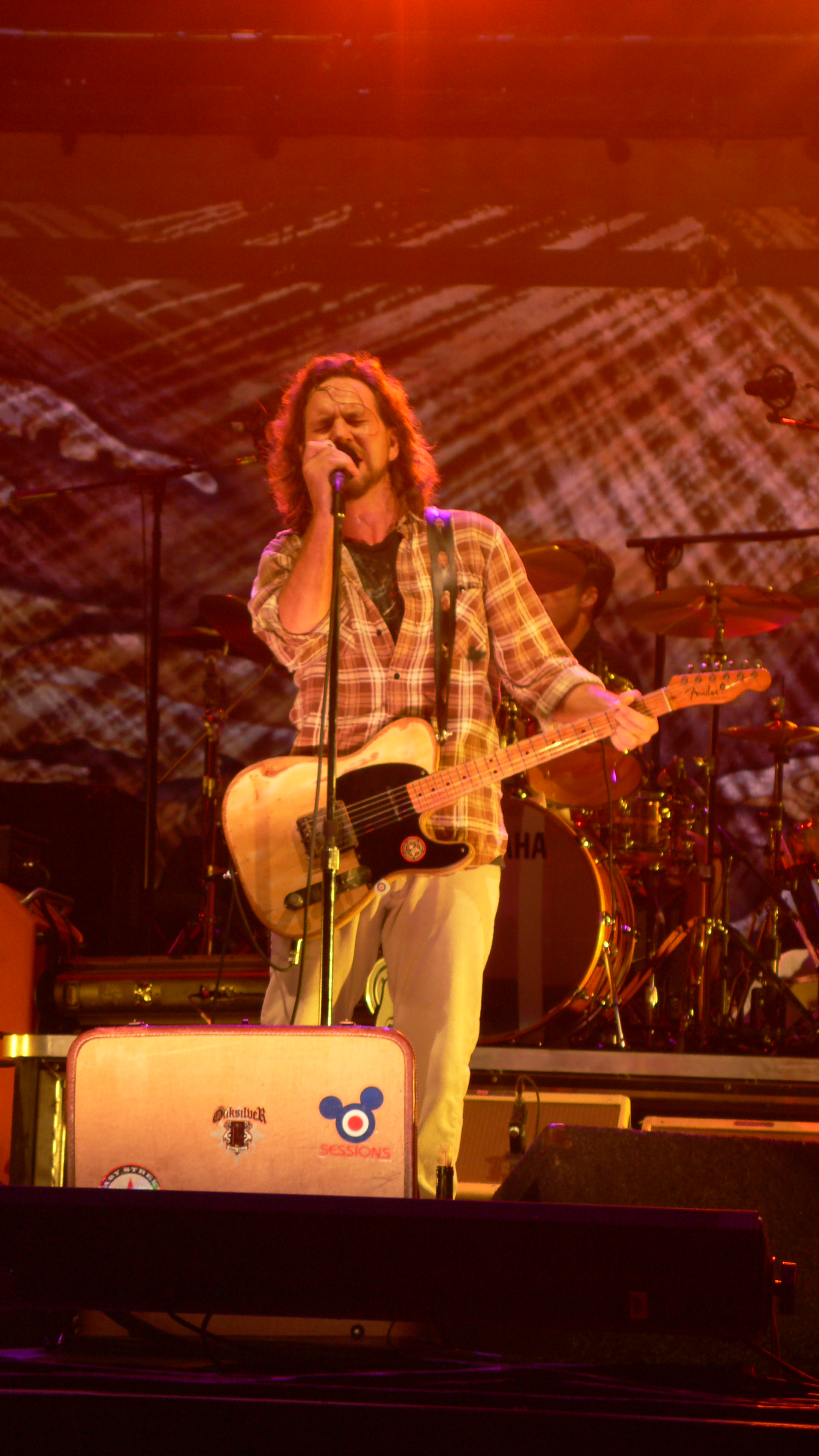
Eddie Vedder na koncertě s Pearl Jam v roce 2008

Ke konci roku 1994 vydali Pearl Jam třetí studiovou desku Vitalogy, která se opět stala multiplatinovou. Touto deskou počínaje začal Vedder čím dál víc hrát doprovodnou kytaru a nahrával také více vokálů a občas i něco zabubnoval. Sláva má ale i své stinné stránky, a tak hodně písniček na této desce je o ztrátě soukromí, se kterou se Vedder nechtěl smířit. Album si opět vysloužilo nominace na cenu Grammy tentokráte v kategoriích Deska roku a Nejlepší rockové album. Deska se umístila na 492. místě žebříčku 500 nejlepších alb všech dob časopisu Rolling Stone. Single „Spin the Black Circle“ vyhrál Grammy v kategorii nejlepší hardrocková nahrávka. Krátce před vydáním desky vyhodila kapela bubeníka Abbruzzese a nahradila ho Jackem Ironsem, se kterým se Vedder znal a který dříve hrával s Red Hot Chili Peppers. Kapela to zdůvodnila různými politickými názory, se kterými se zbytek kapely neztotožňoval. Jako příklad uvedli nesouhlas s bojkotem firmy Ticketmaster.
Následovali desky No Code (1996) a Yield (1998). V roce 1998 před turné po Spojených státech opustil Irons skupinu. Odůvodnil to nespokojeností s neustálými přesuny během turné. Pearl Jam tedy požádali bubeníka Soundgarden Matta Camerona, zdali by s nimi neodehrál americké turné. Mělo to být jen dočasná výpomoc, ale brzy bylo rozhodnuto, že Cameron zůstane v kapele na stálo. Singl „Do the Evolution“ (z desky Yield) byl nominován na cenu Grammy jako Nejlepší hardrocková nahrávka. Krátce před Vánoci 1998 nahráli Pearl Jam coververzi písničky „Last Kiss“, baladu ze šedesátých let od skupiny J. Frank Wilson and the Cavaliers. Vydali ji jen jako singl pro své fanoušky. Písnička se stala tak populární, že ji kapela v roce 1999 vydala jako singl dostupný v běžných distribučních sítích. „Last Kiss“ se umístila na druhém místě amerického singlového žebříčku, což bylo zatím nejvyšší umístění singlu Pearl Jam.
Následující album Binaural vyšlo v roce 2000 a to je také rok, kdy kapela začala vydávat i oficiální bootlegy — většinou nahrávky z koncertů. V letech 2000 a 2001 vydali Pearl Jam 72 živých alb. Singl „Grievance“ (z alba Binaural) byl v kategorii Nejlepší hardrocková nahrávka nominován na cenu Grammy. Následující řadová deska Riot Act vyšla v roce 2002. Písnička „Man of the Hour“, která se objevila ve filmu Big Fish, byla v roce 2004 nominovaná na Zlatý glóbus. Pearl Jam ještě vydali eponymní desku Pearl Jam (2006) a alba Backspacer (2009) a Lightning Bolt (2013).
Na deskách Pearl Jam používá Vedder pseudonym „Jerome Turner“, ovšem pouze pro nehudební příspěvky (jako jsou například booklety desek). Chvilku se také podepisoval jako „Wes C. Addle“ (tedy „West Seattle“).

## Ostatní hudební projekty
Eddie Vedder má také své sólové projekty, s nimiž přispívá do různých soundtracků a kompilací. Na soundtracku k filmu Dead Man Walking (1995) si Vedder zazpíval spolu s pákistánským hudebníkem Nusratem Fatehem Ali Khanem. K filmu I Am Sam (2001) nazpíval Vedder coververzi písničky „You’ve Got to Hide Your Love Away“ od Beatles. Písničku „Man Of The Hour“ si napsal Vedder a nahrál ji společně s Pearl Jam. Objevila se pak ve filmu Tima Burtona Big Fish. Pro dokument Body of War (2007) napsal Vedder písničky „No More“, jejíž text je o válce v Iráku, a „Long Nights“. Vedder a superskupina The Million Dollar Bashers, do které patřili členové kapel Sonic Youth a Wilco a kapely Boba Dylana, společně nahráli coververzi Dylanovy písničky „All Along the Watchtower“. Ta se pak objevila v biografii I’m Not There z roku 2007. Pearl Jam společně nahráli coververzi písničky The Who „Love, Reign o'er Me“, která je titulní skladbou ve filmu Reign Over Me (2007). K filmu Eat Pray Love nahrál Vedder písničku „Better Days“.

### Útěk do divočiny
V roce 2007 Vedder napsal a nahrál soundtrack k filmu Útěk do divočiny (orig. Into the Wild). Soundtrack vyšel na labelu J Records a obsahuje dvě coververze méně známých písničkářů. Písničku „Hard Sun“ napsal kanadský písničkář Indio a autorem písničky „Society“ je písničkář a herec Jerry Hannan. Vedder v rozhovorech přiznal, že chtěl, aby písničky stály na jednoduchých věcech a podbarvovaly příběh. „Neměl jsem moc na výběr, příběh byl napsaný a scény byly natočené“, dodává Vedder. Písnička „Guaranteed“ vyhrála Zlatý glóbus a „Rise“ byla nominovaná na Grammy v kategorii Nejlépe zazpívaná rocková píseň. Vydání soundtracku Vedder podpořil svým prvním sólovým koncertním turné.

### Ukulele songs
Druhá Vedderova sólová deska Ukulele Songs vyšla v květnu 2011. Obsahuje jak coververze, tak Vedderovy písničky. Jako singl byla vybrána písnička „Longing to Belong“. S projektem souvisí také živé DVD Water on the Road.

## Politické názory
Už na začátku své hudební kariéry otevřeně deklamoval své politické názory. Na koncertech mezi skladbami často udělá malou přestávku, aby se vyjádřil k aktuálnímu politickému dění. Například v průběhu koncertu MTV Unplugged se postavil na stoličku, vytáhl popisovač a velkými písmeny si na ruku napsal PRO-CHOICE. Je to název politického a etického hnutí, které hlásá, že ženy mají mít absolutní svobodu rozhodování o svém těhotenství.